# Partido Nuevo (Brasil)
El Partido Nuevo (en portugués: Partido Novo, NOVO) es un partido político de Brasil de ideología liberal, fue fundado el 12 de febrero del año 2011.
El partido se registró el 23 de julio de 2014, con el apoyo de las firmas de 493.316 ciudadanos. Su creación fue aprobada el día 15 de septiembre de 2015. El partido solicitó usar el número "30" para su identificación en las elecciones. Está ideológicamente alineado con el liberalismo clásico, y está formado principalmente por personas sin experiencia política.

## Ideología
El Nuevo Partido apoya políticas que reducen la interferencia del Estado en la economía. No adopta ninguna postura sobre temas morales como el aborto y la legalización de las drogas, pero está a favor del matrimonio entre personas del mismo sexo y está a favor de la portación de armas. El partido se posiciona asimismo como liberal clásico.

## Propuestas políticas
Las propuestas del partido incluyen reformar las formas en que los partidos pueden obtener financiamiento, acabar con el voto obligatorio y defender el financiamiento privado de las campañas.
El partido apunta a la privatización de empresas públicas como Petrobras y Banco do Brasil aunque el partido apoya programas de bienestar como Bolsa Familia. También tiene como objetivo privatizar el sistema de salud pública y la educación pública. El estado daría cupones para la salud y la educación a las personas que no pudieran pagarlos.
El partido se opone a una amplia regulación en muchos aspectos de la sociedad brasileña y sus miembros creen que el Banco Central debería ser independiente del Estado.

## Presidentes
| Nombre          | Mandato                                    | Ref.   |
| --------------- | ------------------------------------------ | ------ |
| João Amoêdo     | 12 de febrero de 2011 - 4 de julio de 2017 | [ 18 ] |
| Ricardo Taboaço | 4 de julio de 2017 - 25 de julio de 2017   | [ 18 ] |
| Moisés Jardim   | 25 de julio de 2017 - 30 de enero de 2019  | [ 19 ] |
| João Amoêdo     | 30 de enero de 2019 - actualidad           | [ 20 ] |